# Parisia laevipila
Parisia laevipila är en bladmossart som beskrevs av Pierre Tixier 1985 [1986. Parisia laevipila ingår i släktet Parisia och familjen Dicranaceae. Inga underarter finns listade i Catalogue of Life.